# مانويل دي أسكاثوبي
مانويل دي أسكاثوبي إي ماتيو Manuel de Ascázubi y Matheu (30 ديسمبر 1804 - 25 ديسمبر 1876) شغل منصب نائب رئيس الإكوادور من 1847 إلى 1849. كما كان أيضًا رئيسًا مؤقتًا من 16 أكتوبر 1849 إلى 10 يونيو 1850.

## حياته
ولد دون مانويل أسكاثوبي إي ماثيو في كيتو (1804). وكان والداه دون خوسيه دي أسكاثوبي إي ماتيو ودونا ماريانا ماتيو إي هيريرا من كيتو، من الطبقة الأرستقراطية. وعلى الرغم من أنه كان وريث ألقاب ماركيز دي ماينزا وكوندي دي بونونروسترو، إلا أنه وقف إلى جانب دعاة الاستقلال عن التاج الإسباني. وتزوج من كارمن ساليناس دي لا فيغا، ابنة خوان دي ساليناس، أحد القادة الأصليين للتمرد ضد إسبانيا.
وبسبب مشاركته في حركة الاستقلال تعرض هو وعائلته للاضطهاد السياسي والاقتصادي من قبل الملكيين.
تولى منصب وزير المالية مرتين عام 1868. كما شغل منصب الرئيس بالنيابة من 16 مايو 1869 إلى 10 أغسطس 1869.
وكان أسكاثوبي صهر الرئيس غابرييل غارسيا مورينو. وكان عضوًا في الجمعية الدستورية وناضل من أجل الحفاظ على بعض المبادئ المحافظة داخلها. وتولى منصبي وزير الداخلية والخارجية بين أغسطس وأكتوبر 1875.
وتوفي مانويل دي أسكازوبي بنوبة قلبية في كيتو في 25 ديسمبر.